# Latinskoamerički plesovi
Stil latinskoameričkih plesova se razlikuje od standardnih plesova. Za razliku od standardnih plesova, latinskoamerički plesovi, kao i njihova muzika, žele nešto ispričati. Za LA plesove je specifičan rad kukovima koje rotiramo oko svoje osi u nazad, te rad lopatica, tako da spuštamo lopaticu nad kuk koji rotiramo (desni kuk-desna lopatica, lijevi kuk – lijeva lopatica). 
Značajna je razlika između ST i LA i u tehnici izvođenja koraka. Za razliku od standardnih plesova, gdje u koraku naprijed idemo preko pete, u LA plesovima u korak naprijed idemo sa savijenim koljenima preko prstiju na puno stopalo. Pozicija stopala je 5 do 1 (V).
Držanje: U LA držanju plesači su udaljeniji jedan od drugog za razliku od ST plesova i stoje jedan nasuprot drugom. U ST plesovima partnerica stoji s partnerove desne strane. U LA postoji i držanje za obje ruke u visini struka, dok u ST plesovima ne.
Latinskoamerički plesovi su:
- Rumba (sportska; izvorno rumba-bolero)
- Samba
- Cha-cha-cha
- Paso doble
- Jive
- Mambo
- Salsa
- Cuban-rumba
- Pachanga
- Cumbia
- Merengue
- Bachata
- itd.

Prema njihovom podrijetlu se mogu dalje dijeliti na karipske (unutar toga kubanski: rumba-bolero, cha-cha, mambo, salsa, cuban-rumba...; dominikanski: merengue i bachata; "kontinentalni": pachanga, cumbia,...), te brazilske (samba, u velikom broju inačica).
Napomena:
Postoje razne kategorizacije plesa. Jedna je prema natjecanjima, prema kojima u ovu grupu u sportskom plesu spada samo prvih pet navedenih, te u show-danceu još mambo i salsa. Prema nekim drugim podjelama međutim jive i paso doble ne spadaju u ovu kategoriju, već se jive svrstava u boogie/swing plesove, a paso doble u tradicionalne (jive se naime pleše na swing-jazz glazbu, uz tek neke latino detalje, a paso doble je u čvrstoj vezi s tradicionalnim španjolskim plesovima, prvenstveno flamencom, a time i tek s nekima od korijena latino glazbe, a ne s njom samom).